# Comitè Estatal de Seguretat Nacional del Kirguizistan
El Comitè Estatal de Seguretat Nacional (per les seves sigles transcrites UKMK o GKNB, en kirguís: Улуттук коопсуздук боюнча мамлекеттик комитети, УKMK, en rus: Государственный комитет национальной безопасности, ГКНБ) és l'organisme nacional responsable de la intel·ligència en matèria de lluita contra el terrorisme i la delinqüència organitzada al Kirguizstan. En l'acompliment d'aquesta tasca, duu a terme mesures tant preventives com de recerca contra el terrorisme i la delinqüència organitzada. El president de la УKMK és un oficial militar i membre del Consell de Seguretat del Kirguizstan. Actualment té la seu en el 70 del carrer Erkindik, Bixkek.

## Història
La història dels moderns serveis d'intel·ligència del Kirguizstan es remunta al desembre de 1917, quan es va formar la Comissió d'Emergència de tota Rússia (VChK). Un any més tard, en el districte de Pixpek es va establir la comissió de recerca. Després que es produís la delimitació nacional a principis de la dècada del 1920, es va crear el Directori Polític de l'Estat Regional de l'Óblast autònom Kara-Kirguís. Més tard es va formar el Comitè per a la Seguretat de l'Estat (KGB) de la República Socialista Soviètica del Kirguizstan, que va servir d'afiliat de la República de l'organisme nacional del KGB. El 20 de novembre de 1991, el President Askar Akayev va signar un decret presidencial pel qual s'establia l'UKMK. Des de 2007, el Comitè Estatal de Seguretat Nacional ha estat funcionant en la seva forma actual.
L'agost de 2002 es va establir el Servei Estatal de Guàrdia Fronterera com a part de l'UKMK, que es va fusionar amb la Direcció Principal de Guàrdia de Fronteres del Ministeri de Defensa i la Junta Principal de Control Fronterer de l'UKMK aquest mateix dia. Això es va fer per a tenir un sistema d'intel·ligència més centralitzat al Kirguizstan. En els anys següents, l'UKMK tindria poca influència en el servei de guàrdia de fronteres fins que finalment es va treure aquesta competència del Comitè de Seguretat Nacional el 4 de setembre de 2012, i va ser restablerta com un departament independent en el govern.